# 廣木雄磨
廣木 雄磨（ひろき ゆうま、1992年7月23日 - ）は、東京都昭島市出身の元プロサッカー選手。ポジションはディフェンダー（DF）。

## 来歴
兄の影響で小学1年生時からサッカーを始める。2005年よりFC東京の下部組織に加入。守備的ポジションへと配されるようになり、高い身体能力を誇るサイドバック(SB)として定位置を確保。守備能力の高さからセンターバック(CB)でも起用され、2008年のクラブユース選手権及び2009年のJユースカップを制した。同期は佐々木陽次、武藤嘉紀、江口貴俊、松藤正伸、三浦龍輝ら。2010年にはトップチームに2種登録されている。世代別日本代表ではU-16アジア選手権に全試合フル出場するなど、不動の左SBとして 定着していた。
2011年、佐々木と共に東京学芸大学へ進学。全日本大学選抜にも選ばれていたが、2012年3月の練習試合中に右膝前十字靭帯を断裂し 長期離脱を強いられた。2013年にかけて復調し、対人守備の強さを発揮。2014年には部の副将を務めた。
2015年、Jリーグ・レノファ山口FCに加入。
2018年12月、ファジアーノ岡山へ完全移籍。2019年はレギュラーとして36試合に出場したが、2020年は右足関節手術の影響もあり公式戦出場無しに終わった。
2022年10月10日、契約満了を発表。同年11月28日、カンセキスタジアムとちぎで行われたJリーグ合同トライアウトに出場したが契約には至らず、オーストラリアに渡り同国の4部リーグに相当するナショナル・プレミアリーグ・ビクトリア3に所属するバルーンダーラ＝キャリー・イーグルスFCでプレーした。
2023年9月26日、元所属クラブの岡山からの公式リリースや自身のSNSなどを通じて2023年シーズン限りで現役を引退することを発表した。

## 人物
2017年3月に入籍。2018年8月に第一子の長女が、2020年5月に第二子の長男が誕生。

## 所属クラブ
- アンティウスFC[1]
- 2005年 - 2007年 FC東京U-15むさし[1]
- 2008年 - 2010年 FC東京U-18 (東京都立東久留米総合高等学校[21])
  - 2010年 FC東京 (2種登録)
- 2011年 - 2014年 東京学芸大学
- 2015年 - 2018年 レノファ山口FC
- 2019年 - 2022年 ファジアーノ岡山
- 2023年 バルーンダーラ＝キャリー・イーグルスFC（英語版）

## 個人成績
| 国内大会個人成績 | 国内大会個人成績 | 国内大会個人成績 | 国内大会個人成績 | 国内大会個人成績 | 国内大会個人成績 | 国内大会個人成績 | 国内大会個人成績 | 国内大会個人成績 | 国内大会個人成績 | 国内大会個人成績 | 国内大会個人成績 |
| 年度             | クラブ           | 背番号           | リーグ           | リーグ戦         | リーグ戦         | リーグ杯         | リーグ杯         | オープン杯       | オープン杯       | 期間通算         | 期間通算         |
| 年度             | クラブ           | 背番号           | リーグ           | 出場             | 得点             | 出場             | 得点             | 出場             | 得点             | 出場             | 得点             |
| 日本             | 日本             | 日本             | 日本             | リーグ戦         | リーグ戦         | リーグ杯         | リーグ杯         | 天皇杯           | 天皇杯           | 期間通算         | 期間通算         |
| ---------------- | ---------------- | ---------------- | ---------------- | ---------------- | ---------------- | ---------------- | ---------------- | ---------------- | ---------------- | ---------------- | ---------------- |
| 2015             | 山口             | 21               | J3               | 27               | 0                | -                | -                | 0                | 0                | 27               | 0                |
| 2016             | 山口             | 21               | J2               | 20               | 0                | -                | -                | 2                | 0                | 22               | 0                |
| 2017             | 山口             | 21               | J2               | 27               | 0                | -                | -                | 0                | 0                | 27               | 0                |
| 2018             | 山口             | 21               | J2               | 11               | 0                | -                | -                | 0                | 0                | 11               | 0                |
| 2019             | 岡山             | 2                | J2               | 36               | 0                | -                | -                | 2                | 0                | 38               | 0                |
| 2020             | 岡山             | 2                | J2               | 0                | 0                | -                | -                | -                | -                | 0                | 0                |
| 2021             | 岡山             | 2                | J2               | 10               | 0                | -                | -                | 1                | 0                | 11               | 0                |
| 2022             | 岡山             | 2                | J2               | 0                | 0                | -                | -                | 0                | 0                | 0                | 0                |
| 通算             | 日本             | 日本             | J2               | 104              | 0                | -                | -                | 5                | 0                | 109              | 0                |
| 通算             | 日本             | 日本             | J3               | 27               | 0                | -                | -                | 0                | 0                | 27               | 0                |
| 総通算           | 総通算           | 総通算           | 総通算           | 131              | 0                | 0                | 0                | 5                | 0                | 136              | 0                |

出場歴
- 2015年3月15日：Jリーグ初出場 - J3第1節 vsガイナーレ鳥取 (維新百年記念公園陸上競技場)

## 代表・選抜歴
- U-15日本代表
  - 2007年 - AFC U-16選手権2008 (予選)[22]
- U-16日本代表
  - 2008年 - モンテギュー国際大会 (6位)[23]
  - 2008年 - バニコフ記念国際ユーストーナメント (3位)[24]
  - 2008年 - 豊田国際ユースサッカー大会 (優勝)[25]
  - 2008年 - AFC U-16選手権2008 (3位)[26]
- U-17日本代表
  - 2009年 - コパ・チーバス (GL3位)[27]
  - 2009年 - ヴィジャレアル国際ユースサッカー大会 (7位)[28]
  - 2009年 - Manel Forne Pons ユーストーナメント（優勝）[28]
  - 2009年 - 2009 FIFA U-17ワールドカップ (GL4位)[29]
- U-18 Jリーグ選抜
  - 2010年 - FUJI XEROX SUPER CUPフレンドリーマッチ[30]
- 全日本大学選抜
  - 2011年 - デンソーチャレンジカップ (優勝)、デンソーカップ大学日韓定期戦
  - 2012年 - デンソーカップ大学日韓定期戦

## タイトル
- FIFAワールドカップTMドイツ大会記念ベルリン・ユースサッカー大会 (2006年)
- 豊田国際ユースサッカー大会 (2008年)
- 日本クラブユースサッカー選手権 (U-18)大会 (2008年)
- JFAプリンスリーグU-18関東 (2008年、2009年、2010年)
- Manel Forne Pons ユーストーナメント (2009年)
- Jユース・サンスタートニックカップ (2009年)
- デンソーチャレンジカップ (2011年)